# Кармазин, Виктор Витальевич
Виктор Витальевич Кармазин (род. 4 декабря 1936, Днепропетровск) — советский и российский учёный-горняк, специалист в области магнитных, электрических и специальных методов обогащения полезных ископаемых. Доктор технических наук, профессор Московского горного института. Ректор Северо-Кавказского горно-металлургического института (1983—1990).

## Биография
Родился 4 декабря 1938 года в городе Днепропетровск. Сын Виталия Ивановича Кармазина — специалиста в области обогащения полезных ископаемых.
После окончания в 1958 году Криворожского горнорудного института работал на Центральной обогатительной фабрике треста «Никопольмарганец». Окончив в 1963 году аспирантуру, защитил кандидатскую диссертацию в ИГД АН СССР. В 1978 году — докторскую диссертацию и в 1983 году получил звание профессора.
В 1978—1983 годах — профессор Московского горного института (сейчас — Горный институт НИТУ «МИСиС») и руководитель отраслевой лаборатории Минчермета СССР.
В 1983—1990 годах — заведующий кафедрой «Обогащение полезных ископаемых» и ректор Северо-Кавказского горно-металлургического института.
С 1990 года снова профессор МГГУ и руководитель НТЦ «Горно-обогатительные модульные установки».

## Научная и педагогическая деятельность
В. В. Кармазин был ведущим специалистом в области магнитной сепарации. Разработал научные основы высокоградиентной сепарации тонкоизмельчённых слабомагнитных материалов, обосновал закономерности явления магнитной флокуляции. Руководил промышленными испытаниями сухой центробежной магнитной сепарации в сочетании с сухими методами самоизмельчения для получения высококачественных железорудных концентратов, а также научно-исследовательскими работами по созданию первых в мире магнитных и магнитогидродинамических сепараторов со сверхпроводящими магнитными системами.
Вёл научно-поисковые исследования в области новых технологий и технических средств обогащения руд редких и благородных металлов с применением магнитных методов сепарации. Создал высокоградиентный сепаратор камерного типа, магнитный шлюз и ряд горно-обогатительных модульных установок. Участвовал в разработке новых высокоселективных магнитных сепараторов и технологий стадиального выделения магнетитовых концентратов на железорудных горно-обогатительных комбинатах России.
Автор 160 научных работ, в том числе 67 авторских свидетельств и зарубежных патентов, 17 монографий и учебников.
Виктор Витальевич Кармазин являлся членом редколлегии ряда научных журналов, в том числе и зарубежных, входил в состав экспертных советов по развитию минерально-сырьевой базы России.